# Abbaye Notre-Dame-des-Neiges
Pour les articles homonymes, voir Abbaye Notre-Dame.
L'abbaye Notre-Dame-des-Neiges est depuis le 1er décembre 2022 une abbaye de religieuses cisterciennes située à 1 100 mètres d'altitude dans la commune de Saint-Laurent-les-Bains-Laval-d'Aurelle dans la montagne ardéchoise. Elle a été fondée en 1850 par des frères trappistes venus de l'abbaye cistercienne-trappiste Notre-Dame d'Aiguebelle.
Pendant 170 ans et jusqu'en 2022, l'abbaye était occupée par des moines trappistes. Mais leur nombre déclinant fortement, ils ont décidé d'un commun accord de se diriger vers d'autres monastères.

« L'Abbaye Notre-Dame des Neiges appartient à un ordre monastique intégralement ordonné à la contemplation, c'est pourquoi les moines, dans l'enceinte du monastère, se consacrent au culte divin en assurant l'humble et noble service de la divine Majesté dans la solitude et le silence, dans la prière assidue et une joyeuse pénitence. »

En dehors des offices, les sœurs s'adonnent au travail manuel : car, dit Benoît, « c'est alors qu'ils seront vraiment moines, lorsqu'ils vivront du travail de leurs mains, à l'exemple de nos pères et des Apôtres. »

« Le monastère doit, autant que possible, être disposé de telle sorte que l'on y trouve tout le nécessaire : de l'eau, un moulin, un jardin et des ateliers pour qu'on puisse pratiquer les divers métiers à l'intérieur de la clôture. De la sorte les moines n'auront pas besoin de se disperser au-dehors, ce qui n'est pas du tout avantageux pour leurs âmes. »

Les moines trappistes âgés et plus suffisamment nombreux pour entretenir et administrer sans problèmes le monastère, se retirent en septembre 2022 et sont remplacés par les cisterciennes venant de l'abbaye de Boulaur.

## Offices

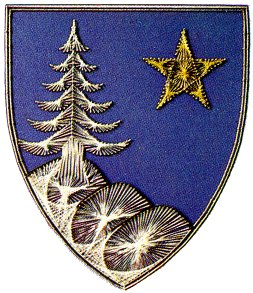
Blason de l'abbaye Notre-Dame-des-Neiges.

Les offices suivants (culte catholique) sont ouverts au public :
- Vigiles (5 h 15),
- Laudes (6 h 45),
- Tierce et messe (9 h 30), (10 h  le dimanche)
- Sexte (12 h 45),
- Vêpres (18 h 30 en semaine, 18 h dimanches et solennités avec adoration du Saint Sacrement),
- Complies (20 h 30).

L'abbaye offre aussi la possibilité de retraites de quelques jours.
Un audiovisuel présente la vie des moines, sur demande à l'accueil pendant les horaires d'ouverture. Le « Mémorial » retrace la vie du père Charles de Foucauld qui commença ici sa vie religieuse, et qui y a été ordonné (frère Albéric) 

## Personnalités
L'abbaye eut un pensionnaire célèbre en la personne de Robert Louis Stevenson puisque le jeune écrivain écossais – il n'avait alors que 28 ans – y séjourna le 26 septembre 1878 dans le cadre de la fameuse randonnée qu'il relate dans son Voyage avec un âne dans les Cévennes. Son séjour parmi les moines y est également rapporté et constitue d'ailleurs une importante partie du livre.
Le 16 janvier 1890, un civil, le vicomte Charles de Foucauld entre au monastère et prend l'habit le 26 du même mois sous le nom de Frère Marie-Albéric. Le 26 juin 1890, il part rejoindre la trappe d’Akbès en Syrie.
Durant la Seconde Guerre mondiale, Robert Schuman vint se réfugier au monastère.

## Historique

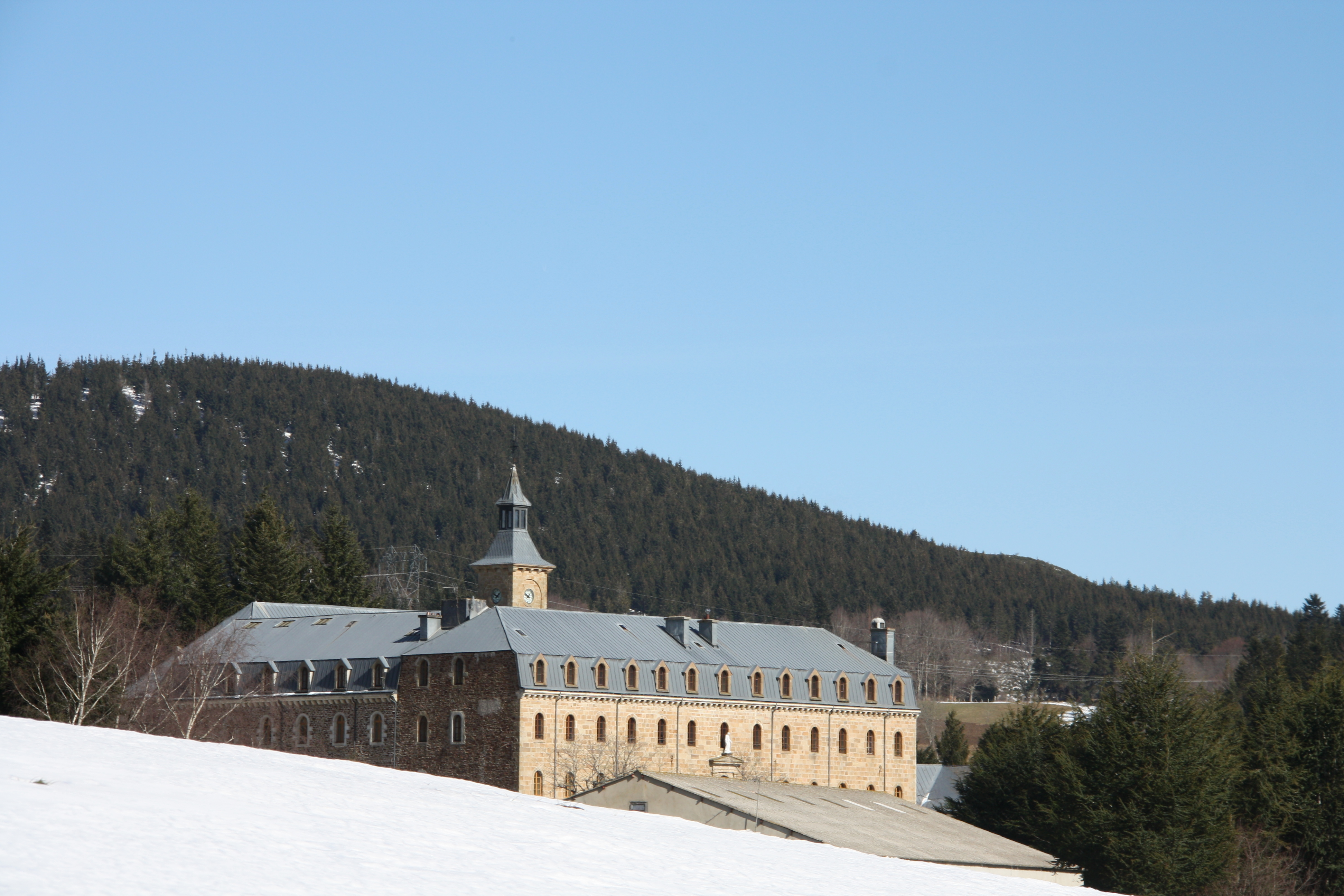
Abbaye Notre-Dame-des-Neiges.

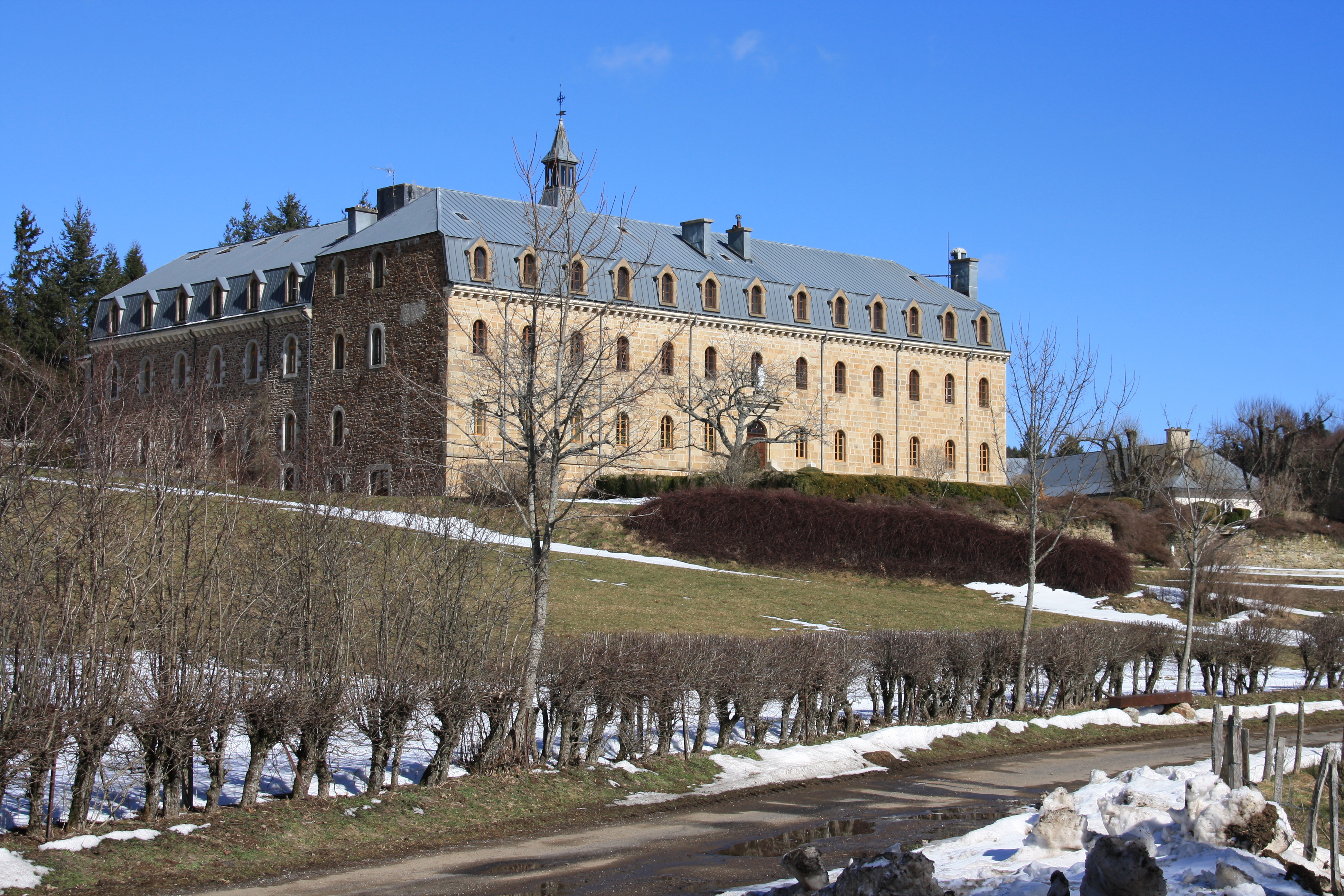
Abbaye Notre-Dame-des-Neiges.

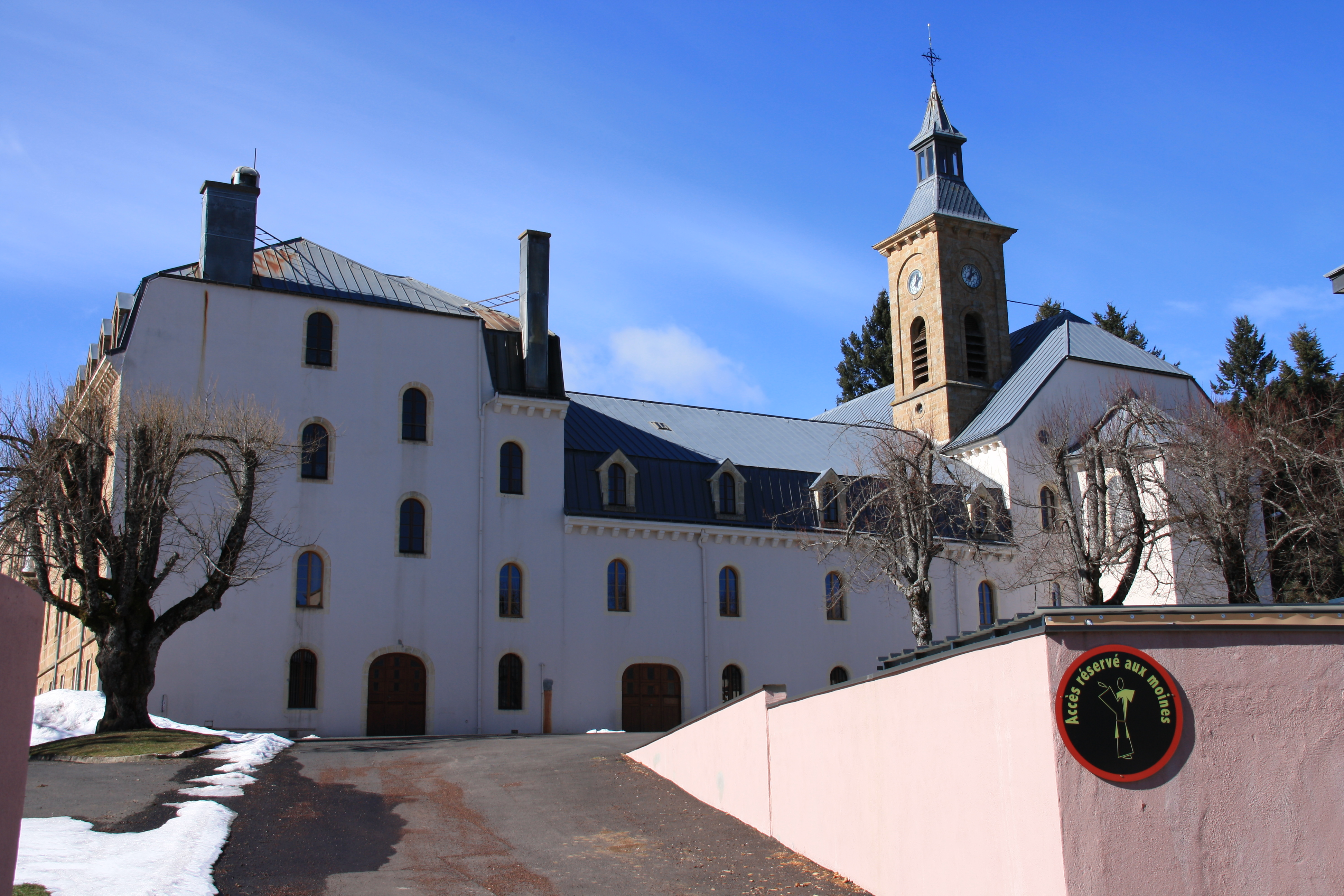
Entrée du monastère.

### Préambule
Huitième fils d'un commerçant en soie lyonnais, Henri Louis Marie Marthoud fut baptisé en 1827 en l'église de Saint-Polycarpe. Placé à l'institution des Chartreux en 1835, élève timide et réservé, il eut une révélation le dimanche 29 mars 1846 : il serait trappiste.
Deux jours plus tard, il part pour Aiguebelle, où il arrive le 4 avril et prend le nom de frère Marie Polycarpe. Novice d'abord, il prononce les vœux simples au bout de douze mois, le 15 août 1847. Il est ordonné prêtre le 10 août 1857, puis sous-prieur. Parti à La Grande Trappe pour travailler sur le nouveau cérémonial cistercien, il reçoit pour mission de fonder Notre-Dame-des-Neiges.

### La Felgère

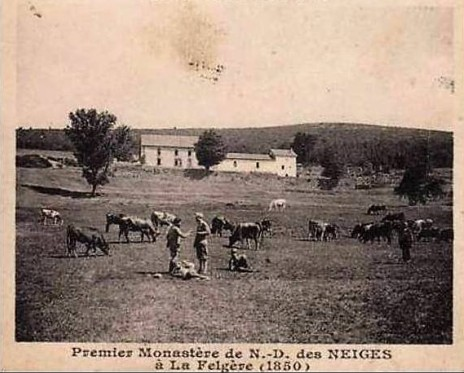
La Felgère.

Casimir Chalbos, prêtre de la société de Saint-Sulpice, missionnaire depuis quinze ans aux Amériques, et son frère, l'abbé Théodore Chalbos, curé d'une paroisse du diocèse de Viviers, font part à dom Orsise, de l'Abbaye Notre-Dame d'Aiguebelle, de leur souhait de consacrer à la création d'une trappe leur héritage, constitué du Mas de La Felgère, une ancienne grange de l'abbaye des Chambons, achetée en 1791 par Jean Chalbos, leur grand-père.
Après un premier refus, le 5 août 1850, (jour de la fête de Notre-Dame des Neiges, titre de Sainte-Marie Majeure à Rome), 7 religieux (2 pères et 5 frères), sous la conduite du Père Geniez, partent d'Aiguebelle, via Viviers, avec une charrette et un unique cheval, et arrivent, le 25 août, à La Felgère, ferme de pierre et de chaume, qu'ils nomment Notre-Dame-des-Neiges. Ils vivent alors le quotidien des hauts plateaux ardéchois, avec la Burle et les Pagels, généreux, qui donnèrent les premiers matériaux nécessaires à la construction d'une chapelle, d'une salle de chapitre, d'un dortoir, d'une hostellerie, et aussi d'un mur de clôture, car du côté de Trépalou, l'auditoire se trouvaient parfois de superbes loups, comme le raconta dom Gabriel, alors prieur.
Après divers aléas, plus administratifs que climatiques, Notre-Dame-des-Neiges était décrétée, le 29 septembre 1852, prieuré titulaire : les religieux (10 Pères, 18 frères, 18 novices) s'y fixèrent définitivement.

### L'ancien monastère
Grâce à l'arrivée de très nombreux postulants locaux, notamment de Laval-d'Aurelle, le domaine prospère rapidement, et les bâtiments deviennent insuffisants : un nouveau monastère, à la limite de La Felgère, sur l'ancien domaine de Compans, actuelle ferme Saint-Joseph, est érigé à partir de 1854.
À la mort de dom Bonaventure, dom Gabriel rejoint Aiguebelle, et le Révérend Père Emmanuel le remplace, pour continuer des travaux, extrêmement difficiles, puis quasiment impossibles : décision est prise de quitter les lieux.
Mais le 20 juillet 1858, dès son arrivée, le Père Polycarpe, prieur titulaire, impose la reprise des travaux, qui s'achèvent le 16 juillet 1861 par une bénédiction avec prise de possession. L'avenir matériel et spirituel de l'abbaye est ainsi assuré.

Ancien monastère
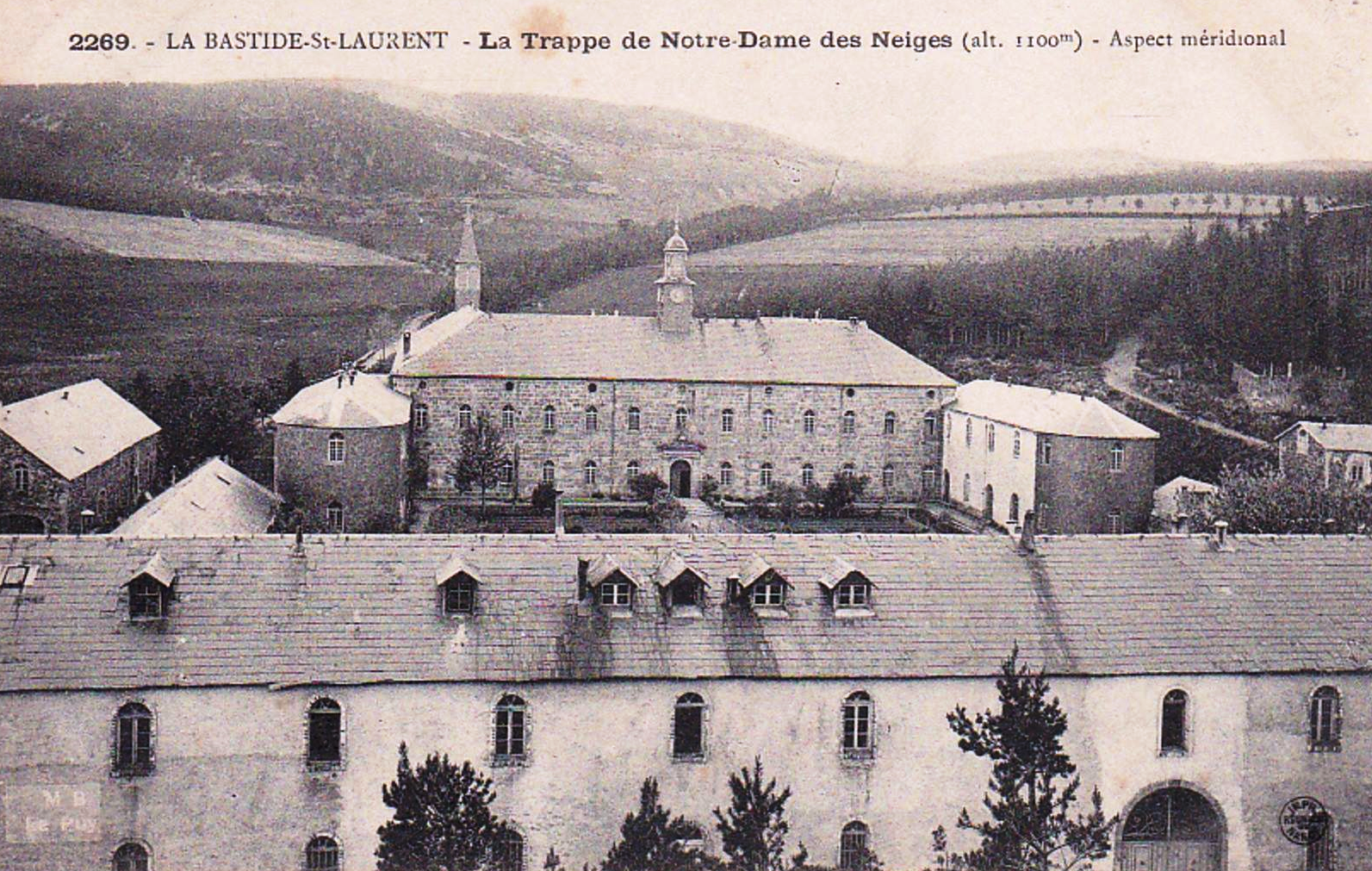
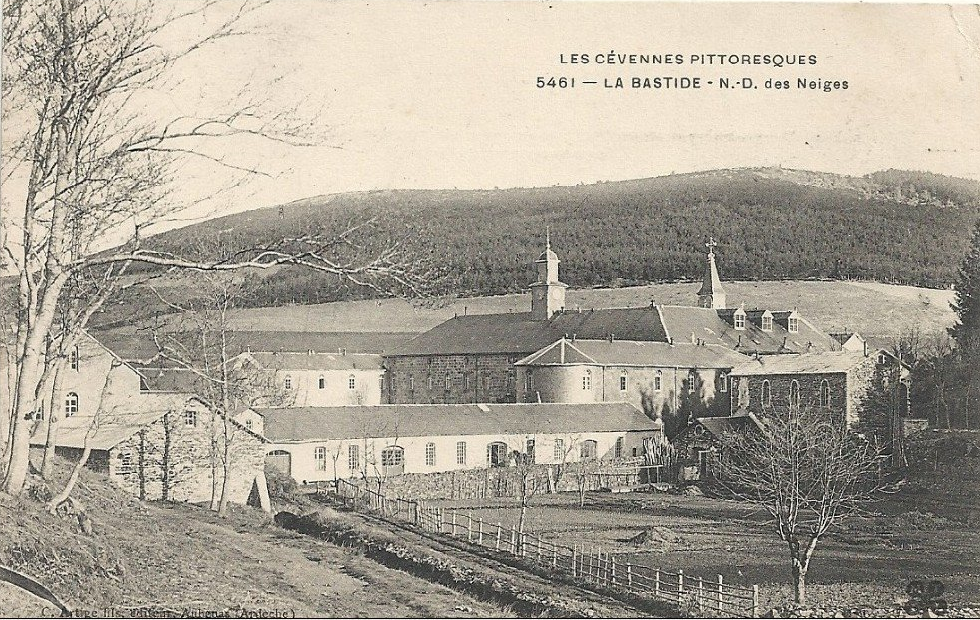
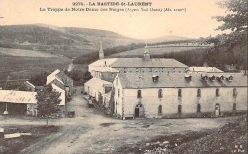

Pour les ressources temporelles, le père Polycarpe augmente les revenus agricoles, en seigle, pomme de terre, plants de sapins, cueillette d'arnica (alcoolature d'arnica), et conserve des plantation de vignes et de mûriers à Saint-Julien-de-Cassagnas, près d'Alais, ville alors en fort développement grâce aux travaux de la ligne vers Bessèges effectués par la Compagnie des chemins de fer de Paris à Lyon et à la Méditerranée (PLM).
Pour les ressources spirituelles, il créa l'Alumnat, école de préparation des religieux prêtres, les Oblats, son meilleur contingent, comme l'a dit son voisin et ami, le cardinal Bourret de Labro.
Ainsi, le 3 mars 1874, le prieuré de La Felgère fut élevé en abbaye, au nom de Sa Sainteté, le pape Pie IX, dont le premier Abbé mitré fut dom Polycarpe.
Après les troubles des années 1879, où l'Alumnat fut supprimé, dom Polycarpe et les occupants expulsés, une retraite est créée en Orient, à Cheikhlé, près d'Alexandrette, en Syrie. Après un bref retour en France, dom Polycarpe y décède le 25 octobre 1895…
En 1887, avec le prieur dom Goddard (dom Martin Martin), c'est un refuge (jamais utilisé), à Cordemois en Belgique.
Dans la nuit du 27 au 28 janvier 1912, un incendie détruit le monastère.

Incendie du monastère
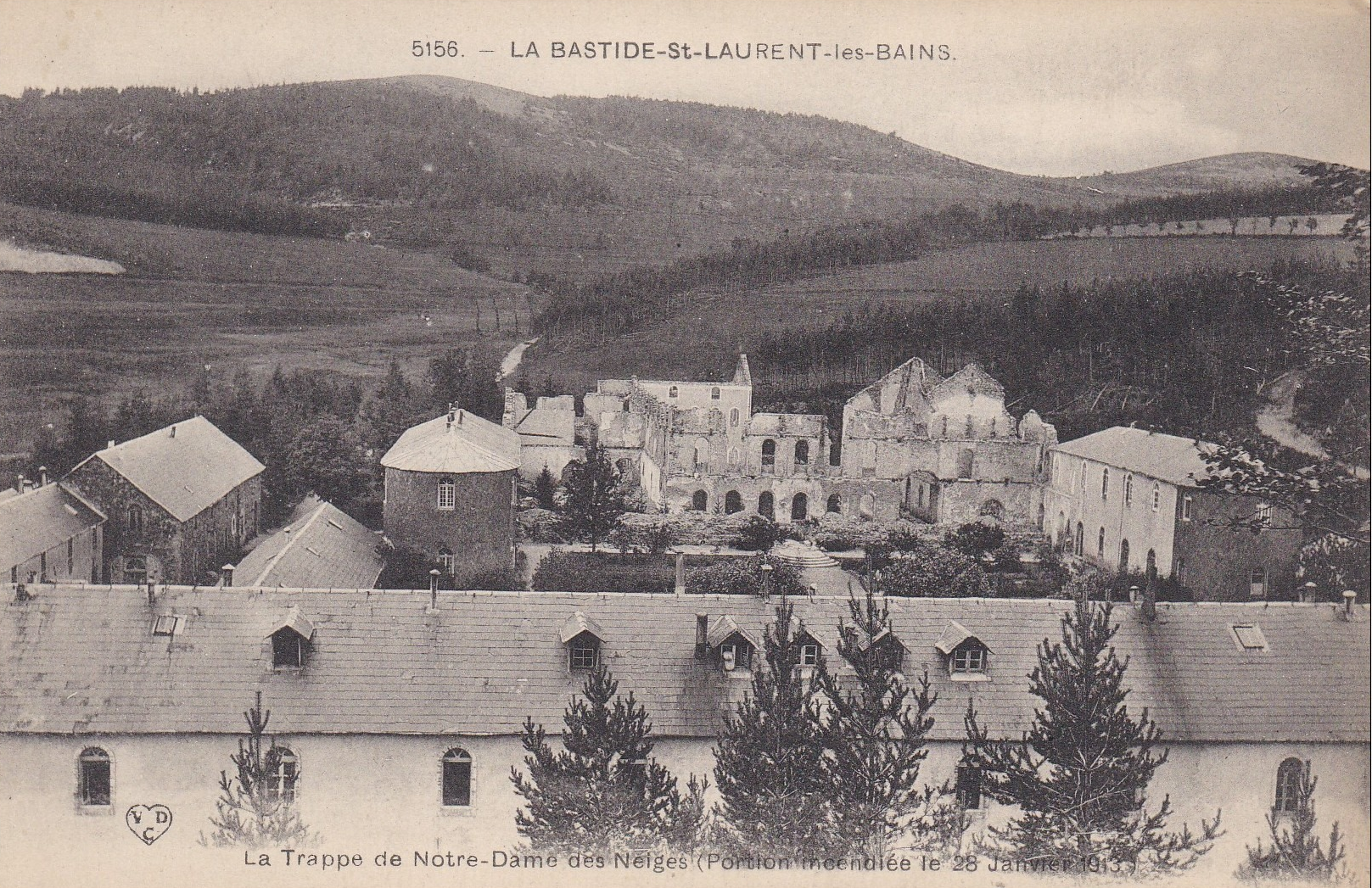
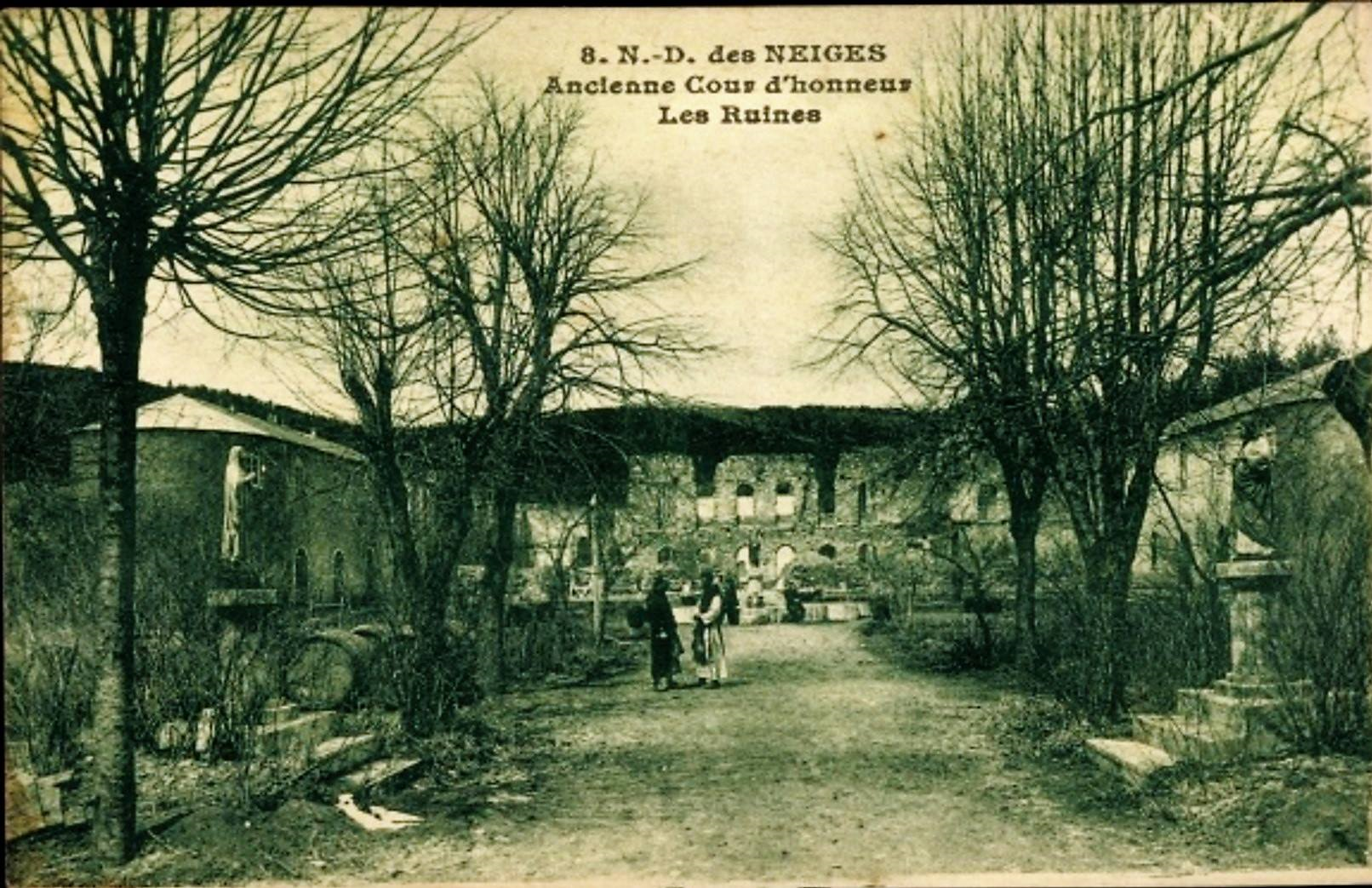
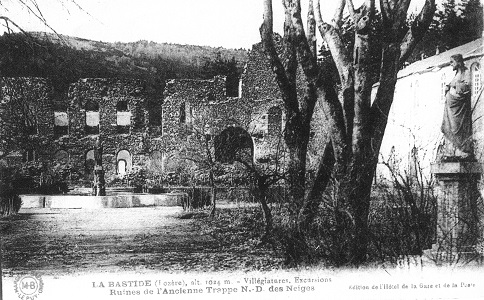
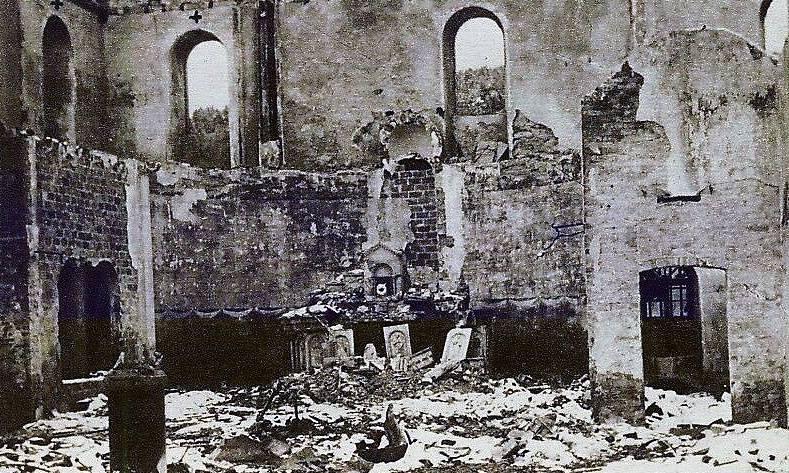

### Le nouveau monastère
Le monastère est immédiatement reconstruit, à partir du 2 juillet 1912, et fini deux ans plus tard. La guerre de 1914-1918 laissa des traces, avec sept religieux restés sur les champs de bataille, de même que celle de 1939-1945, avec ses prisonniers.
En 1949, avec dom Toussaint Louche puis surtout avec dom Claudius Valour, c'est un nouvel essor économique avec la vinification qui durera jusqu'au début des années 2000.
Les moines vivent dans un silence qui leur permet, en communauté, de « goûter combien Dieu est bon » et d'intercéder pour le monde.

### La vie passée

La cave
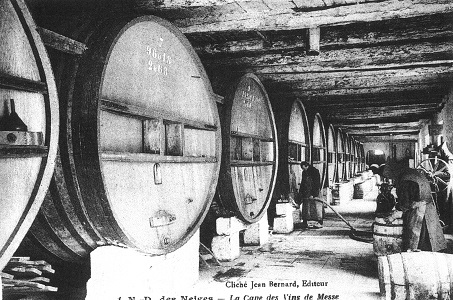
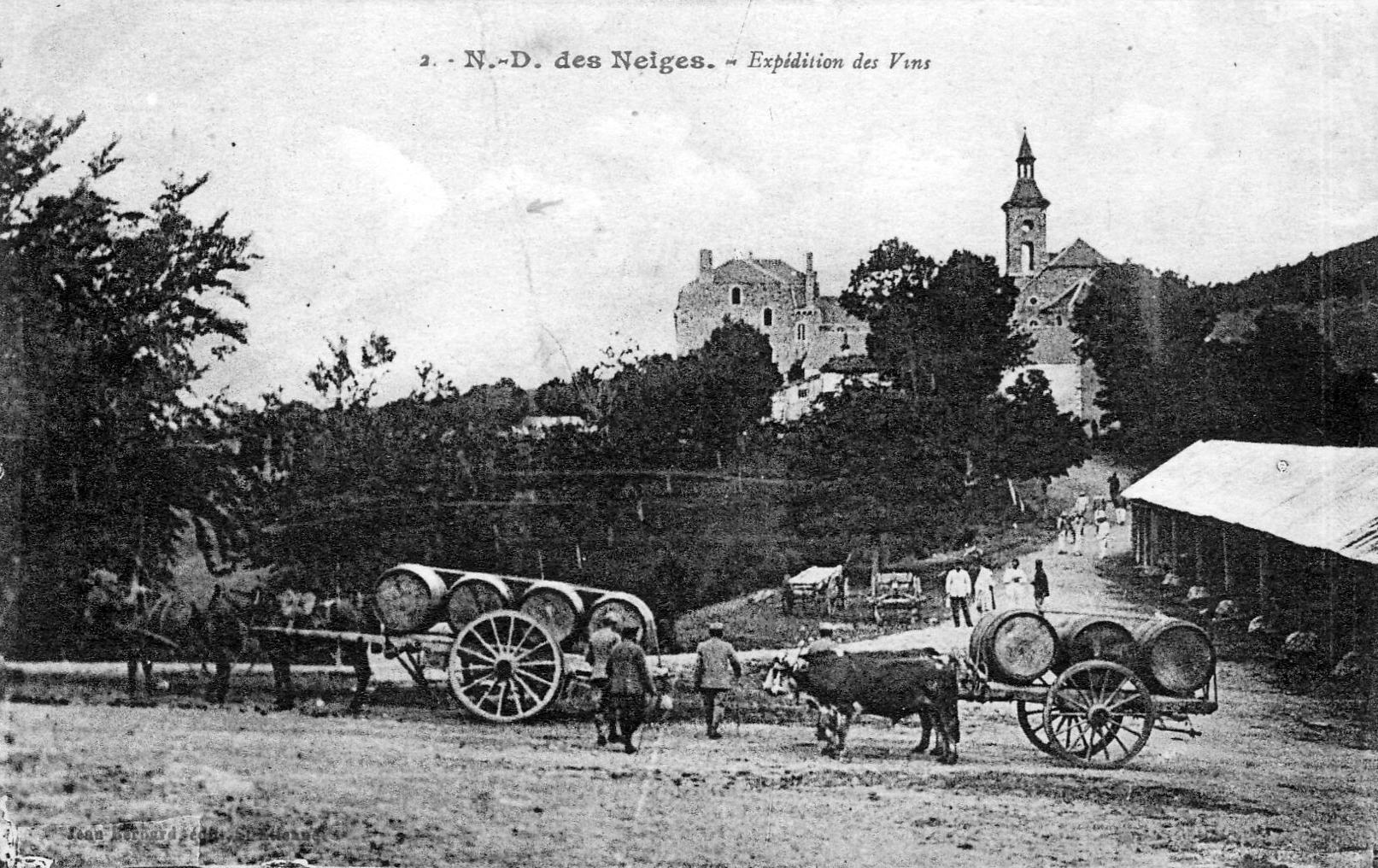
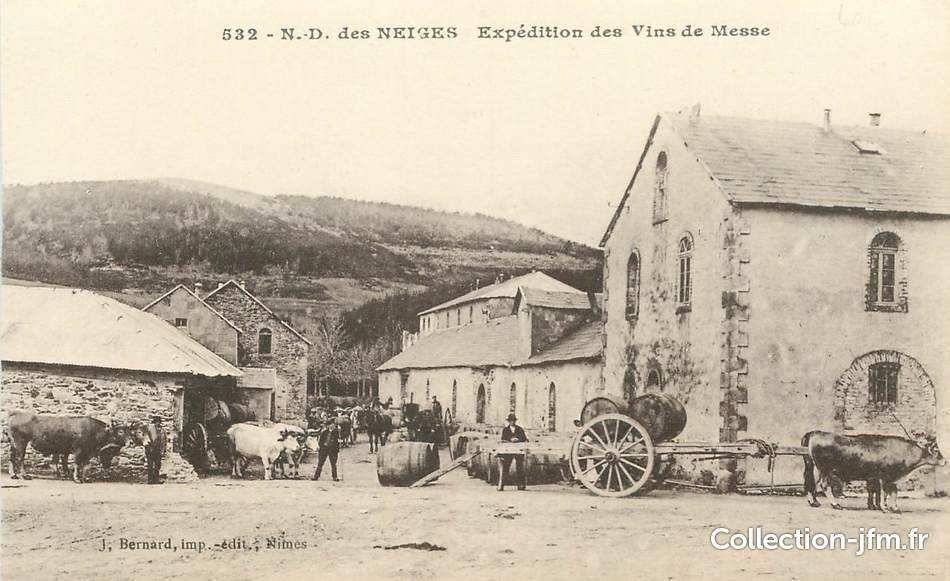

C'était à l'abbé, en fonction de la communauté, des contraintes du lieu et du temps, de régler les détails. Jadis, avec dom Toussaint Louche puis dom Claudius Valour :

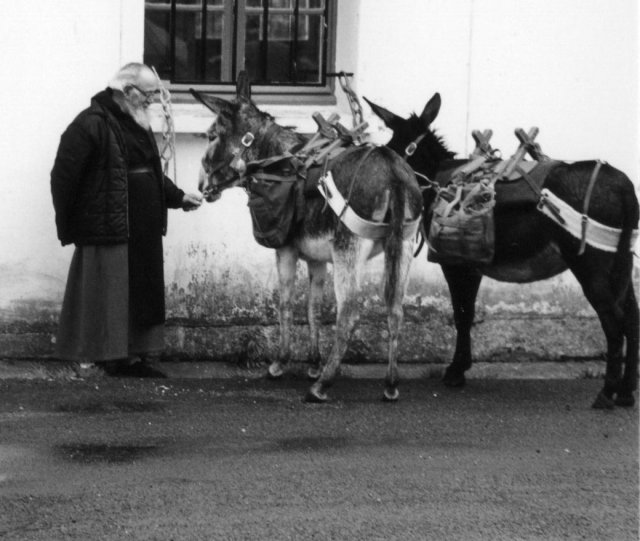
Frère Etienne.

- La cave, avec les pères Marie et Francois-Régis
- Le mousseux, avec père Louis
- L'atelier embouteillage étiquetage habillage des bouteilles et expédition avec le père Jean-Baptiste et frère Emmanuel
- La Buvette, avec le père Martin et le frère Jean
- L'hostellerie et frère Luc
- Le magasin de souvenir, avec père Dominique
- La ferme moderne, avec les pères Zéphirin, Emile, Vincent
- Le Jardin, avec frère Henri
- La scierie, avec père Eugène
- Frère Etienne

Travaux aux champs
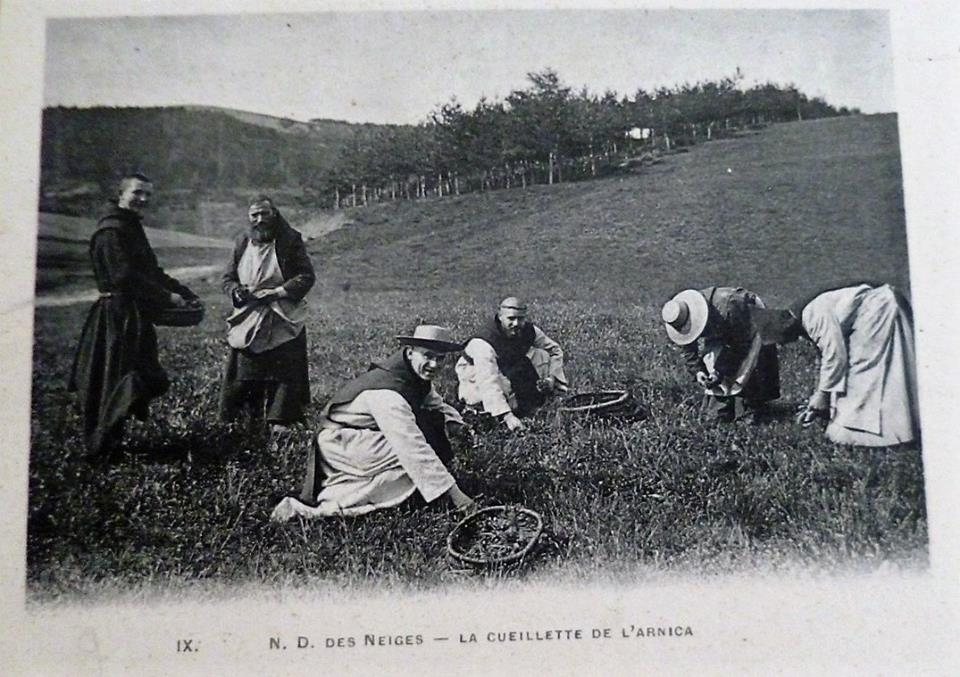
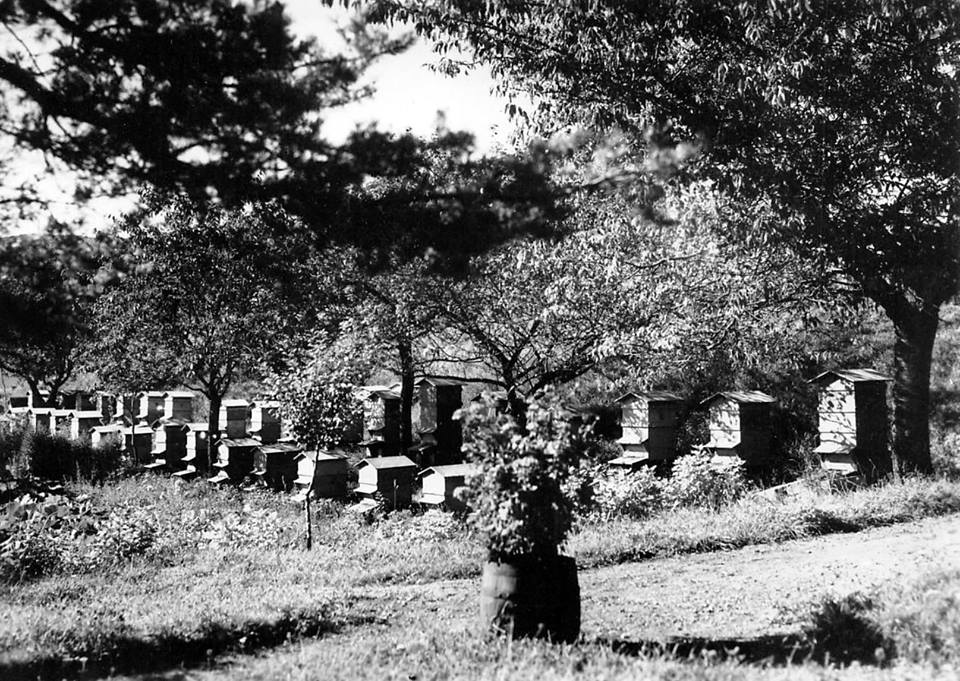

- La cave

## Patrimoine
Une œuvre de l'artiste japonais Kôichi Kurita, intitulée Terre Loire et composée de 700 coupelles de terre renfermant des échantillons de terre tamisée se trouve à l'abbaye.

## Passation
À Noël 2021, la petite dizaine de moines restant décide la fermeture de l'abbaye. Le départ des moines sera finalisé en septembre 2022,.
En avril 2022, après vingt-sept propositions de reprise, les cisterciennes de Boulaur, dont les vocations sont nombreuses, acceptent à l'unanimité de reprendre l'abbaye et d'y perpétuer la vie monastique. Dans un premier temps, le 1er décembre 2022, huit religieuses sur les trente-deux alors présentes dans le Gers sont arrivées à Notre-Dame-des-Neiges,,.

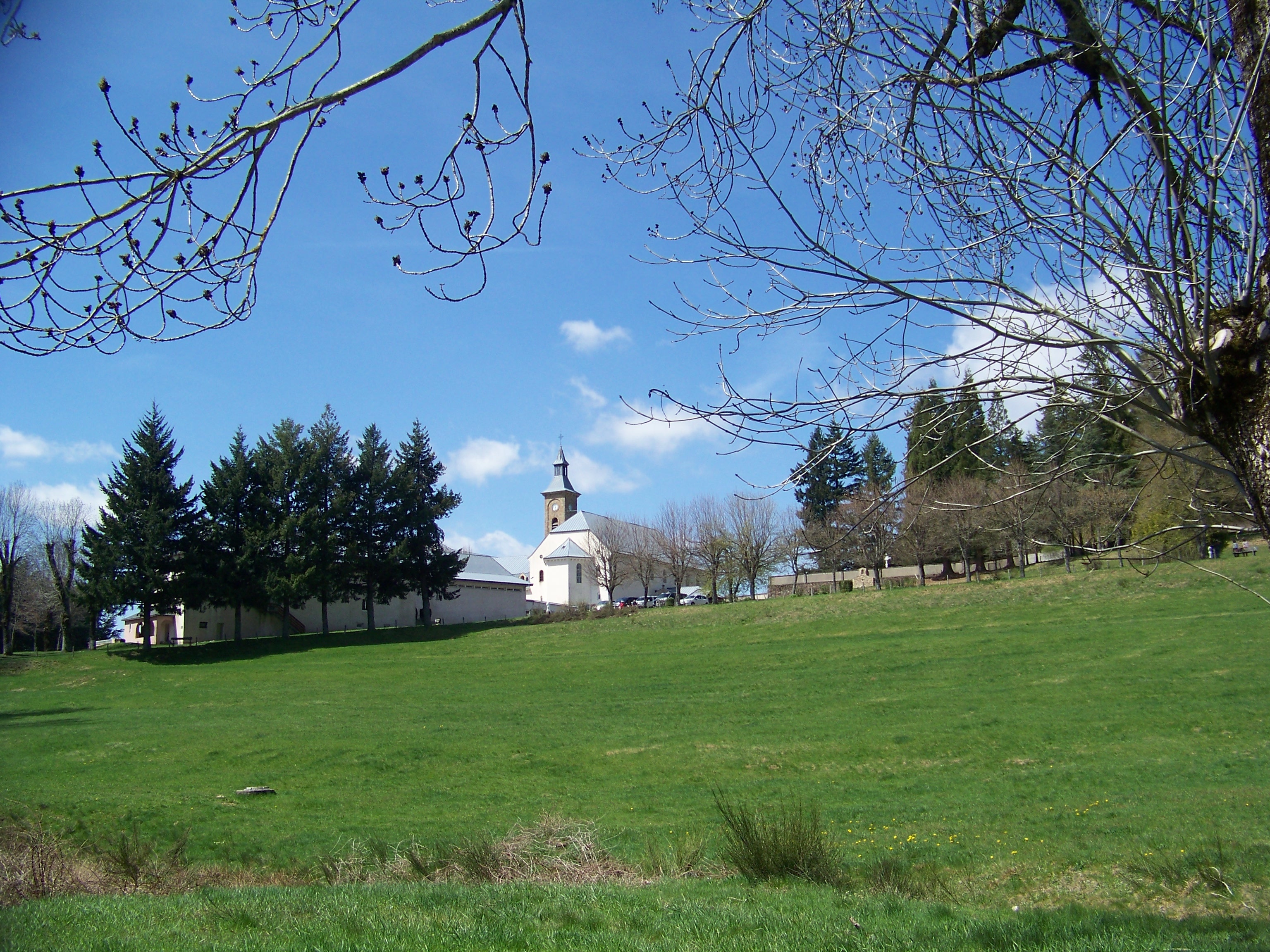
Bâtiment conventuel de la trappe de Notre-Dame-des-Neiges.

## Liste des abbés
Liste des révérends pères abbés de La Trappe de Notre-Dame-des-Neiges, après le précurseur dom Gabriel (mort en 1882) :
1. dom Marie Polycarpe (Henri Louis Marthoud), 5 avril 1827
2. dom Martin I Goddard, octobre 1887
3. dom Martin II Jouve, janvier 1909
4. dom Augustin Martin, octobre 1912
5. dom Jean-Marie Balmes, 1932
6. dom Toussaint Louche, 1949
7. dom Claudius Valour, 1959-1982
8. dom Pierre-Marie Fayolle, 5 novembre 1982
9. dom Hugues Chapelain de Seréville, 22 juillet 2003[13]

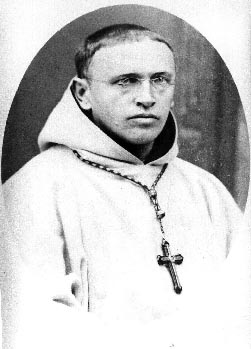
dom Martin I.
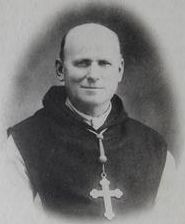
dom Augustin Martin.
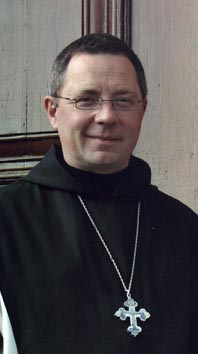
dom Hugues.